# 地域ケアプラザ
地域ケアプラザ（ちいきケアプラザ）とは、横浜市の各地域での福祉保健活動や交流の拠点となる在宅介護支援施設。横浜市地域ケアプラザ条例に基づき設置された。なお、同条例内での略称はプラザである。

## 概要と機能
- 地域ケアプラザは身近な地域で様々な福祉サービスを一体的に提供する施設として主に以下の4つの機能を持っている。

1. 地域活動・交流部門：ボランティア・地域活動を目的とした各部屋の貸し出し、ボランティア支援・育成、各種講座や自主事業の実施。
2. 地域包括支援センター：福祉に関する総合相談、介護予防支援（介護予防プランの作成）、地域支援事業、介護予防事業など。
3. 居宅介護支援：ケアマネジャーによるケアプランの作成。
4. 通所介護（デイサービス）：介護保険法に定められた「通所介護」。

- 一部のプラザでは福祉機器展示コーナーを設け、福祉用具専門員を配置し福祉用具や住宅改修の相談に対応できるようになっている。（条例改正前の「地域ケアセンター」のことを指し、「A型」と呼ばれる。多くのプラザは福祉用具専門員のいない「Ｂ型」で、他にデイサービスがない「C型」もある）
- 一般住民の間では高齢者の施設というイメージが強い施設であるが、実際には子育て支援や障害者の余暇支援活動など、高齢者以外を対象とした事業も積極的に行われている。

## 特徴
- 介護保険のサービスと保険外のサービス（横浜市の一般行政サービス・ボランティアによる活動や事業等）を一体的に供給することで、高齢者を中心に子どもや障害者が幅広い地域生活を営めるよう、事業展開が各ケアプラザで行われている。この「地域ケアシステム」は横浜市が主導しそのシステム化に力が注がれてきたが、この実践は介護保険法の改正により創出された地域包括支援センターのモデルとされ、2006年（平成18年）4月からは在宅介護支援センターに代わり、横浜市の地域ケアプラザにも設置されることとなった。
- 市が提供するサービスの一環だが、管理運営は外部の「指定管理者」に委任するという形式になっており、これによってサービスを充実させながらも無駄なコストを省くことに成功している。
- 特別養護老人ホームや障害者施設などを建設した際に、建設した法人が、地域貢献の一環として地域ケアプラザの機能とスペースをそれらの施設に付け加えているところもある。このタイプのケアプラザは正式名称で頭に「横浜市」がついておらず、ケアプラザ条例の別表にも掲載されていない（下記「設置場所と名称」にも未掲載）。例として特別養護老人ホームと併設している汲沢地域ケアプラザ（戸塚区）・浅間台地域ケアプラザ（西区）や障害者施設と併設されている奈良地域ケアプラザ（青葉区）・東山田地域ケアプラザ（都筑区）・上菅田地域ケアプラザ（保土ヶ谷区）などがある。
- 近年はケアプラザ運営の管理や把握といった業務を、徐々に福祉局（現健康福祉局）から各区の福祉保健センターに委譲しており、より現場に近いところで運営の支援が行われるようになってきている。

## 歴史
- 1998年（平成10年）9月、「横浜市地域ケア施設条例」が制定される
- 2003年（平成15年）4月、「横浜市地域ケアプラザ条例」に改正される

## 設置場所と名称
各地域ケアプラザの正式名称は下記に示した名称の頭に「横浜市」が付く（例：「横浜市二ツ橋地域ケアプラザ」）。
- 鶴見区
  - 潮田地域ケアプラザ
  - 矢向地域ケアプラザ
  - 寺尾地域ケアプラザ
  - 東寺尾地域ケアプラザ
  - 駒岡地域ケアプラザ
  - 鶴見市場地域ケアプラザ
  - 鶴見中央地域ケアプラザ
  - 生麦地域ケアプラザ
  - 馬場地域ケアプラザ

- 神奈川区
  - 反町地域ケアプラザ
  - 神之木地域ケアプラザ
  - 菅田地域ケアプラザ
  - 片倉三枚地域ケアプラザ
  - 新子安地域ケアプラザ
  - 沢渡三ツ沢地域ケアプラザ
  - 六角橋地域ケアプラザ

- 西区
  - 浅間台地域ケアプラザ
  - 藤棚地域ケアプラザ
  - 宮崎地域ケアプラザ
  - 戸部本町地域ケアプラザ

- 中区
  - 新山下地域ケアプラザ
  - 不老町地域ケアプラザ
  - 麦田地域ケアプラザ
  - 本牧原地域ケアプラザ
  - 簑沢地域ケアプラザ
  - 本牧和田地域ケアプラザ

- 南区
  - 大岡地域ケアプラザ
  - 清水ケ丘地域ケアプラザ
  - 永田地域ケアプラザ
  - 六ツ川地域ケアプラザ
  - 浦舟地域ケアプラザ
  - 中村地域ケアプラザ
  - 睦地域ケアプラザ
  - 別所地域ケアプラザ

- 港南区
  - 港南台地域ケアプラザ
  - 東永谷地域ケアプラザ
  - 下永谷地域ケアプラザ
  - 野庭地域ケアプラザ
  - 日下地域ケアプラザ
  - 港南中央地域ケアプラザ
  - 日野南地域ケアプラザ
  - 芹が谷地域ケアプラザ
  - 日限山地域ケアプラザ

- 保土ケ谷区
  - 上菅田地域ケアプラザ
  - 岩崎地域ケアプラザ
  - 今井地域ケアプラザ
  - 星川地域ケアプラザ
  - 仏向地域ケアプラザ
  - 常盤台地域ケアプラザ
  - 川島地域ケアプラザ
  - 保土ヶ谷地域ケアプラザ

- 旭区
  - 万騎が原地域ケアプラザ
  - 上白根地域ケアプラザ
  - 左近山地域ケアプラザ
  - 川井地域ケアプラザ
  - 若葉台地域ケアプラザ
  - 鶴ヶ峰地域ケアプラザ
  - 今宿地域ケアプラザ
  - ひかりが丘地域ケアプラザ
  - 南希望が丘地域ケアプラザ
  - 今宿西地域ケアプラザ
  - 笹野台地域ケアプラザ
  - 白根地域ケアプラザ
  - 二俣川地域ケアプラザ

- 磯子区
  - 根岸地域ケアプラザ
  - 新杉田地域ケアプラザ
  - 洋光台地域ケアプラザ
  - 磯子地域ケアプラザ
  - 滝頭地域ケアプラザ
  - 屏風ヶ浦地域ケアプラザ
  - 上笹下地域ケアプラザ

- 金沢区
  - 並木地域ケアプラザ
  - 六浦地域ケアプラザ
  - 泥亀地域ケアプラザ
  - 富岡地域ケアプラザ
  - 釜利谷地域ケアプラザ
  - 能見台地域ケアプラザ
  - 西金沢地域ケアプラザ
  - 富岡東地域ケアプラザ
  - 柳町地域ケアプラザ
  - 西柴地域ケアプラザ

- 港北区
  - 新吉田地域ケアプラザ
  - 篠原地域ケアプラザ
  - 高田地域ケアプラザ
  - 下田地域ケアプラザ
  - 大豆戸地域ケアプラザ
  - 樽町地域ケアプラザ
  - 城郷小机地域ケアプラザ
  - 日吉本町地域ケアプラザ
  - 新羽地域ケアプラザ

- 緑区
  - 十日市場地域ケアプラザ
  - 長津田地域ケアプラザ
  - 中山地域ケアプラザ
  - 東本郷地域ケアプラザ
  - 鴨居地域ケアプラザ
  - 霧が丘地域ケアプラザ

- 青葉区
  - 荏田地域ケアプラザ
  - もえぎ野地域ケアプラザ
  - さつきが丘地域ケアプラザ
  - 美しが丘地域ケアプラザ
  - 大場地域ケアプラザ
  - 鴨志田地域ケアプラザ
  - 恩田地域ケアプラザ
  - たまプラーザ地域ケアプラザ
  - すすき野地域ケアプラザ

- 都筑区
  - 葛が谷地域ケアプラザ
  - 加賀原地域ケアプラザ
  - 新栄地域ケアプラザ
  - 中川地域ケアプラザ

- 戸塚区
  - 上矢部地域ケアプラザ
  - 東戸塚地域ケアプラザ
  - 上倉田地域ケアプラザ
  - 平戸地域ケアプラザ
  - 原宿地域ケアプラザ
  - 舞岡柏尾地域ケアプラザ
  - 南戸塚地域ケアプラザ
  - 下倉田地域ケアプラザ
  - 名瀬地域ケアプラザ
  - 深谷俣野地域ケアプラザ

- 栄区
  - 豊田地域ケアプラザ
  - 中野地域ケアプラザ
  - 桂台地域ケアプラザ
  - 小菅ケ谷地域ケアプラザ
  - 笠間地域ケアプラザ
  - 野七里地域ケアプラザ

- 泉区
  - 上飯田地域ケアプラザ
  - 下和泉地域ケアプラザ
  - 踊場地域ケアプラザ
  - いずみ中央地域ケアプラザ
  - 新橋地域ケアプラザ
  - 岡津地域ケアプラザ
  - いずみ野地域ケアプラザ

- 瀬谷区
  - 二ツ橋地域ケアプラザ
  - 阿久和地域ケアプラザ
  - 中屋敷地域ケアプラザ
  - 下瀬谷地域ケアプラザ
  - 二ツ橋第二地域ケアプラザ